# Ptinus concurrens
Ptinus concurrens är en skalbaggsart som beskrevs av Henry Clinton Fall 1905. Ptinus concurrens ingår i släktet Ptinus och familjen Ptinidae. Inga underarter finns listade i Catalogue of Life.